# Terobiella eucalypti
Terobiella eucalypti is een vliesvleugelig insect uit de familie Pteromalidae. De wetenschappelijke naam is voor het eerst geldig gepubliceerd in 1930 door Gallard.